# Sant’Elia a Pianisi
Sant’Elia a Pianisi község (comune) Olaszország Molise régiójában, Campobasso megyében.

## Fekvése
A megye keleti részén fekszik. Határai: Bonefro, Carlantino, Colletorto, Macchia Valfortore, Monacilioni, Ripabottoni és San Giuliano di Puglia.

## Története
Első írásos említése a 13. századból származik. A következő századokban nemesi birtok volt. A 19. század elején nyerte el önállóságát, amikor a Nápolyi Királyságban felszámolták a feudalizmust. 1811-ig Capitanata része volt, ezt követően csatolták Moliséhez.

## Népessége
A népesség számának alakulása:

## Főbb látnivalói
- San Rocco-templom
- San Pietro-templom